# Eclissi solare del 12 agosto 1673
L'eclissi solare del 12 agosto 1673 è un evento astronomico che ha avuto luogo il suddetto giorno attorno alle ore 9.04 UTC. 
L'eclissi, di tipo totale, è stata visibile in alcune parti dell'Africa, dell'Europa meridionale, del Medio Oriente, dell'Asia (Indonesia, Maldive e Sri Lanka) e dell'Oceano Indiano.
L'ampiezza massima dell'eclissi è stata di 242 km ed è durata 6 minuti e 15 secondi.

## Percorso e visibilità
L'eclissi era visibile in quasi tutta l'Africa (con l'eccezione di una parte di quella che ora è la Namibia meridionale e il Sud Africa meridionale), in Europa meridionale, in aree del Medio Oriente e altre zone dell'Asia, la regione del Mysore, Maldive, Ceylon (ora Sri Lanka), Sumatra e Giava occidentale, nonché una parte del medio Atlantico e gran parte dell'Oceano Indiano.
La parte ombrale dell'eclissi, estesa fino a 242 km, comprendeva aree che si trovavano a 50 miglia (90-100 km) a sud delle isole di Santiago e Maio sotto l'egida di Capo Verde; in Senegambia, compresi i regni di Sine e Saloum (Senegal), Mali, Songhai, Wadai, Darfur, una parte di ciò che oggi è il Sudan e l'Etiopia. Il punto di massima eclissi si è verificato vicino al fiume Dawa in Etiopia, non lontano dall'attuale confine con il Kenya alle 9:04 UTC (13:04 ora locale) ed è durato per oltre 6 minuti.

## Eclissi correlate

### Ciclo di Saros 130
La serie 130 del ciclo di Saros per le eclissi solari si verifica nel nodo discendente della Luna, ripetendosi ogni 18 anni, 11 giorni, comprendente 73 eventi.